# Krásna Hôrka
Krásna Hôrka je hrad ze 14. století, který se nachází nad slovenskou obcí Krásnohorské Podhradie nedaleko Rožňavy. První písemná zmínka o hradu pochází z roku 1333. Hrad je od roku 1961 slovenskou národní kulturní památkou. Vlastnily ho tři významné rody: Mariássyovci, Bebekovci a Andrássyovci. V březnu 2012 byl vážně poškozen velkým požárem.

## Historie

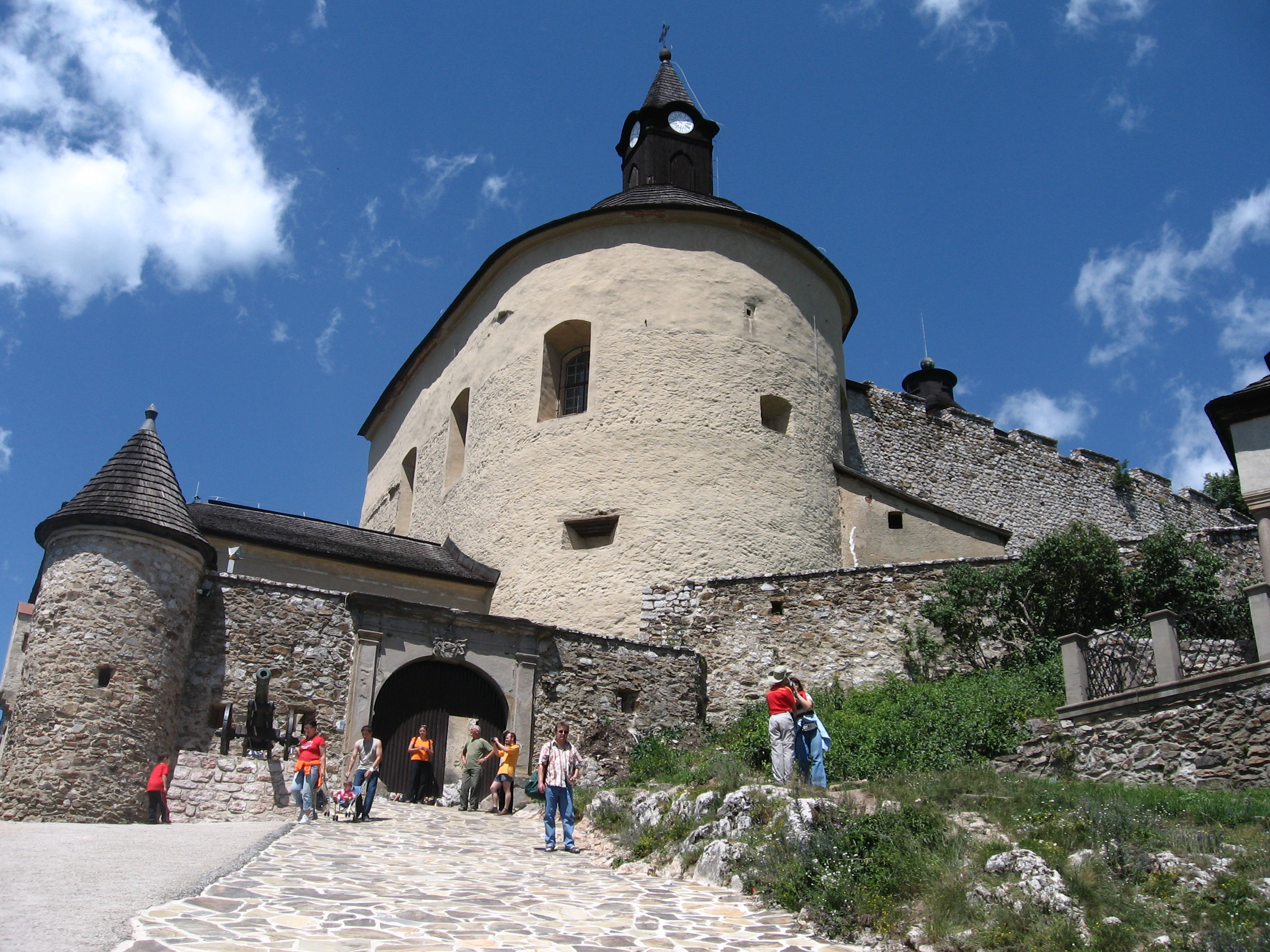
Vstupní brána

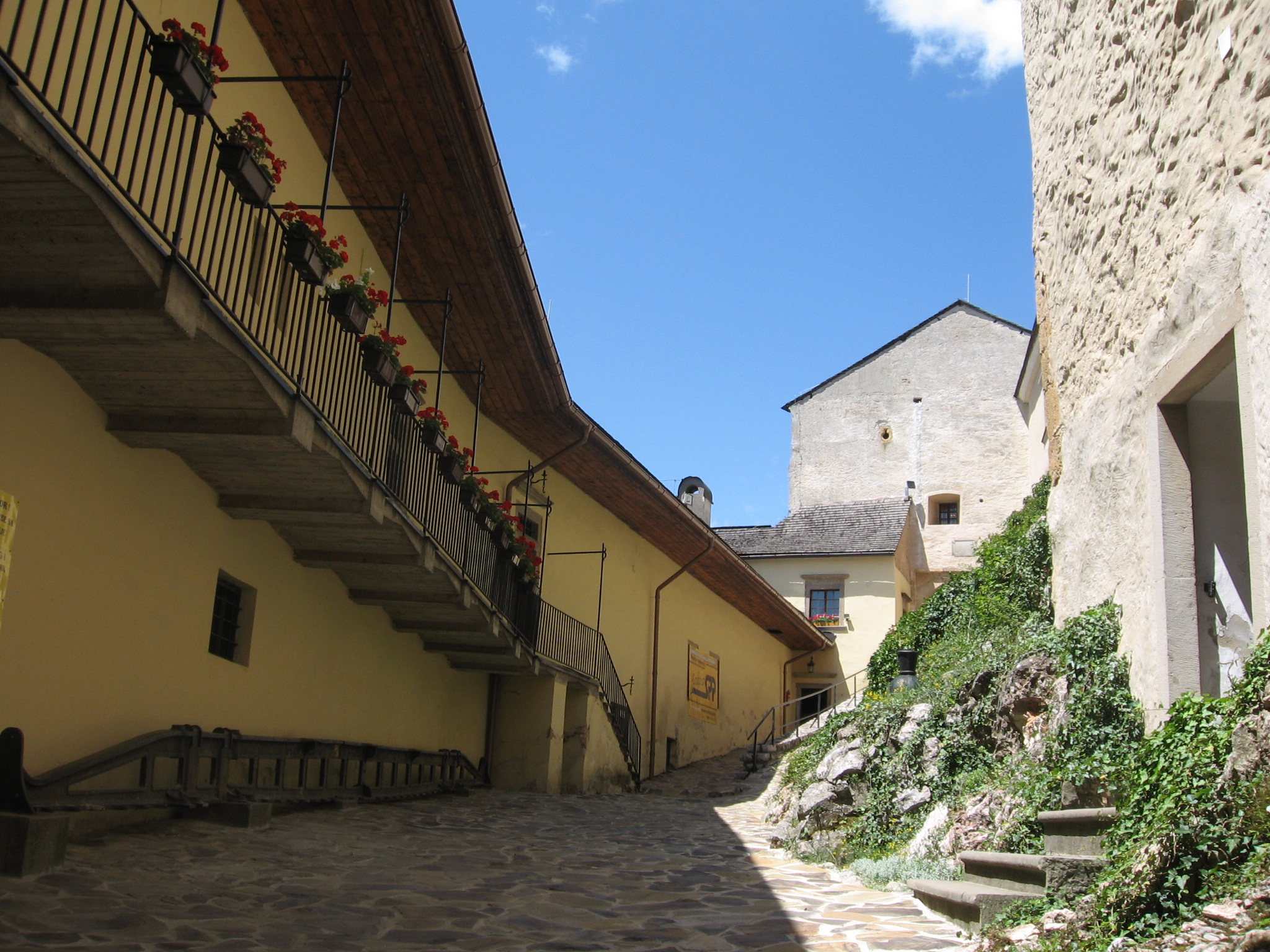
Nádvoří

Hrad vznikl pro ochranu středověké cesty, která vedla přes hornické oblasti Slovenského rudohoří. Pravděpodobně stojí na místě staršího hradiště, které roku 1241 poskytlo útočiště králi Bélovi IV. před Tatary. Král daroval Ákšovcům (z nichž pocházejí Bebekovci) rozsáhlé majetky v Gemeru, kde se také usadili a vládli na Krásnohorské podnicích přes 300 let. Původní hrad, který byl vybudován v roce 1318, tvořila hranolová věž a obytný palác se společným opevněním. V roce 1441 Jiskrovo vojsko obsadilo Gemer, ale hrad nezničilo a když posádka hrad opustila, patřil až do roku 1566 opět Bebekovcům.
Hrozba tureckého vpádu a boje o královský trůn přinutily Františka Bebekovce roku 1546 vybudovat nové opevnění podle projektu italského architekta A. de Vedana. I jeho hrad Fiľakovo napadli a obsadili Turci. Poté, co zjistil, že se Turci zmocnili Fiľakova s císařovým souhlasem, napadl jeho vojska a napadal i šlechtická sídla v okolí. Poškození si vymohli potrestání Bebekovců vyhnanstvím. Jeho syn Juraj strávil pět let v tureckém zajetí a byl podezříván z organizovaného povstání proti císaři. Císařská vojska tedy obsadila Bebekovské majetky a v roce 1567 v Sedmihradsku smrtí Juraje rod Bebekovců vymřel.
Na hradě se střídali královští velitelé, což hradu příliš nesvědčilo, dokud se na hrad nedostal mladý Peter Andrássy. Když hrad získal do dlouhodobého pronájmu, začal koncem 16. století s přestavbou hradu, která nakonec trvala 100 let. V roce 1642 získali Andrássyovci hrad darovací listinou a postupně ho přebudovali na šlechtické reprezentativní sídlo, které obsahovalo všechny prvky důmyslné obrany. Juraj Andrássy, syn Mikuláše, se stal zakladatelem nové větve rodu. Hrad po roce 1710 upravili, současně se zámkem Betliar, který vlastnil jeho bratr Štefan. Barokní kaple vznikla přestavbou dělové bašty v roce 1770.
Hrad v roce 1818 vyhořel a byl nouzově opraven manželkou Štěpána. Jeho syn Juraj pokračoval v pracích a Krásna Hôrka se nakonec stala v roce 1857 jejich rodovým muzeem, zpřístupněn veřejnosti po roce 1875. V 1903 hrabě Dionýz Andrássy zřídil v prostorách hradu pietní muzeum hraběnky Františky Hablawcové. Vlivní Andrássyovci si po restauraci hradu v letech 1903–1905 své pozice udrželi až do roku 1945. Od té doby je hrad majetkem státu a po jeho památkové obnově byl opět zpřístupněn veřejnosti.

### Požár v roce 2012

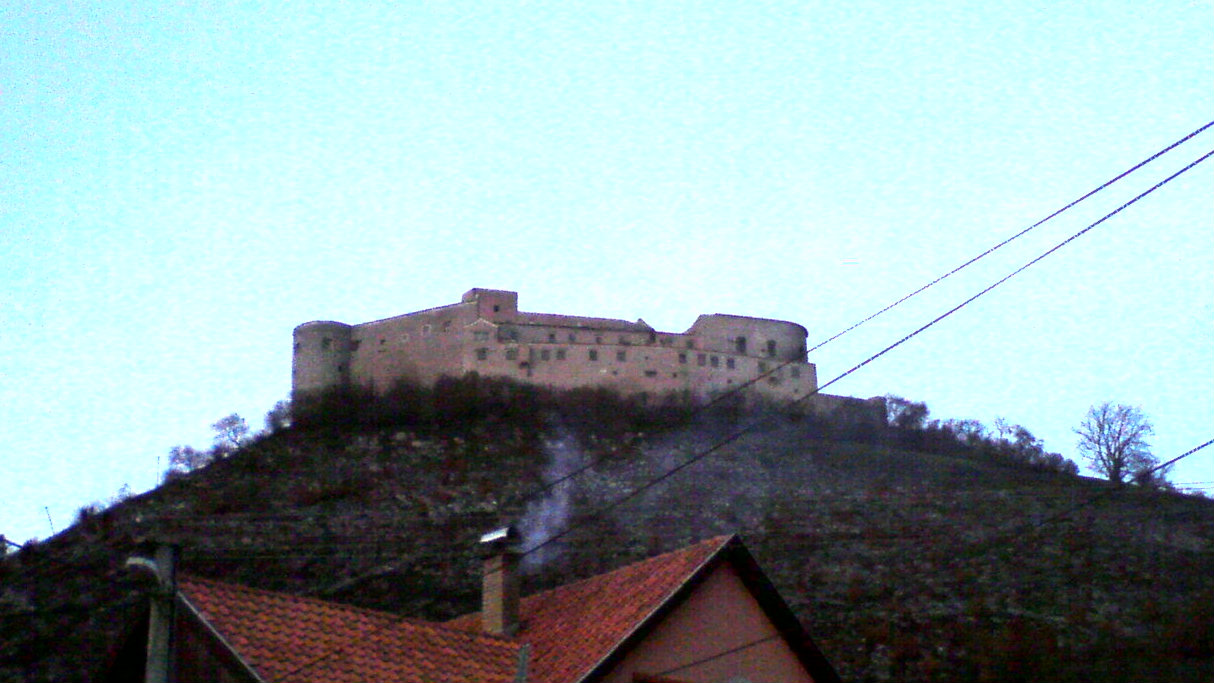
Hrad po požáru

Dne 10. března 2012 vypukl na hradě požár, který ho těžce poškodil. Požár způsobili dva romští chlapci ve věku 11 a 12 let, kteří se pokoušeli zapálit cigaretu a z neopatrnosti přitom zapálili trávu na kopci, z níž se pak požár přenesl na hrad. Tito chlapci pocházeli z místní romské osady. Požár způsobil mezi místními obyvateli a Romy značné napětí a lidé obviňovali Romy, že zničili hrad, který lákal do obce turisty. První dny po požáru Romové nepouštěli své děti do školy, protože se obávali msty. V obci pod hradem uspořádala protest extrémně pravicová strana Ľudová strana Naše Slovensko, která se pokusila uspořádat pochod pravicových radikálů do romské osady, v čemž jim zabránila policejní jednotka. Předseda strany začal získávat úplatně i bezúplatně pozemky pod místní romskou osadou.
Nevysvětleno ve zprávách zůstalo, jak mohly od hořící trávy chytnut šindele střechy hradu. Historik umění Július Barczi vidí část viny v zanedbání údržby porostu v okolí hradu, tedy v tom, že Slovenské národní muzeum – Muzeum Betliar v minulosti nerespektovalo doporučení Krajského památkového ústavu, který požadoval kácení a očištění hradního kopce kvůli ochraně před možným požárem, a v zanedbání dalších zásad protipožární ochrany.
Škody po požáru se vyšplhaly na 8 milionů eur, tedy bezmála 200 milionů Kč. Shořela celá šindelová střecha a ačkoliv se asi 90 procent sbírek na hradě ze 14. století podařilo zachránit, požár mimo jiné roztavil tři zvony. Nepřístupností hradu také trpí místní cestovní ruch. Na obnovu hradu bylo vyhlášeno několik sbírek, do dubna 2012 bylo vybráno přes 62 tisíc eur (asi 1,5 milionu Kč).

## Exteriér

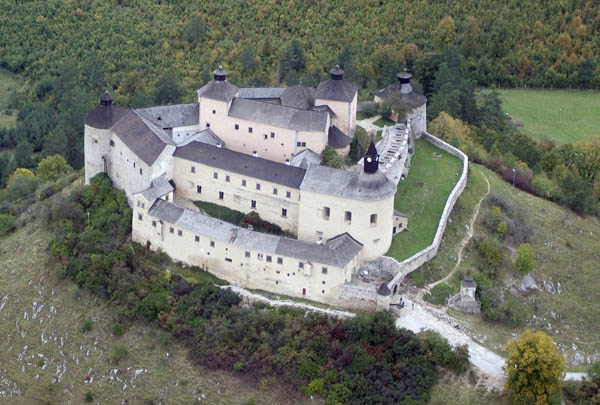
Letecký pohled na hrad

Na nejvyšším místě homolovitého kopce stojí palác s obrannou věží, pod ním se rozkládají další opevněné paláce, kaple a další obytné a hospodářské budovy, dokumentující postupné rozšiřování hradního areálu. Hrad tvořily původně jen věž s obrannou zdí, k níž byl přistavěn obytný palác. Objekt byl uzavřen opevněním a vstupovalo se do něj branou. František Bebekovec nechal v polovině 16. století udělat rozsáhlé stavební úpravy. Hrad nabyl trojúhelníkový půdorys s půlkruhovým baštami na nárožích. Původní hrad se tak dostal do středu areálu. Vstup do hradu bránila z jihovýchodu nová vícepodlažních půlválcová bašta.
Před jihozápadní baštou byl do hradu druhý vstup – brána s padacím mostem. Mezi jihovýchodní a severovýchodním baštou byla široká parkánová zeď a na terase dodnes stojí těžká děla odlitá v letech 1545 a 1547. Současně proběhly i úpravu hradních interiérů. Andrássyovci přeměnili horní hrad na reprezentativní sídlo a dobudovali zejména dolní hrad. Postavili novou bránu pod dělovou baštou, čímž se prodloužilo dolní nádvoří a uzavřeli ho obytným traktem pro posádku a stájemi pod ním. V druhé polovině 17. století postavili mezi jihovýchodní baštou a třetí bránou před jihozápadní baštou reprezentační obytné křídlo, spojili ho s hradním palácem a na horním podlaží vybudovali jednací župní síň. Poté nechali vybudovat krytou renesanční pavlač a schodiště do reprezentativních prostor. Prostor paláce zvýšili o jedno patro a v nádvoří mezi palácem a severním zdí postavili nový objekt. Na západní straně v dolním hradě vznikla pekárna a kuchyně.

## Interiér

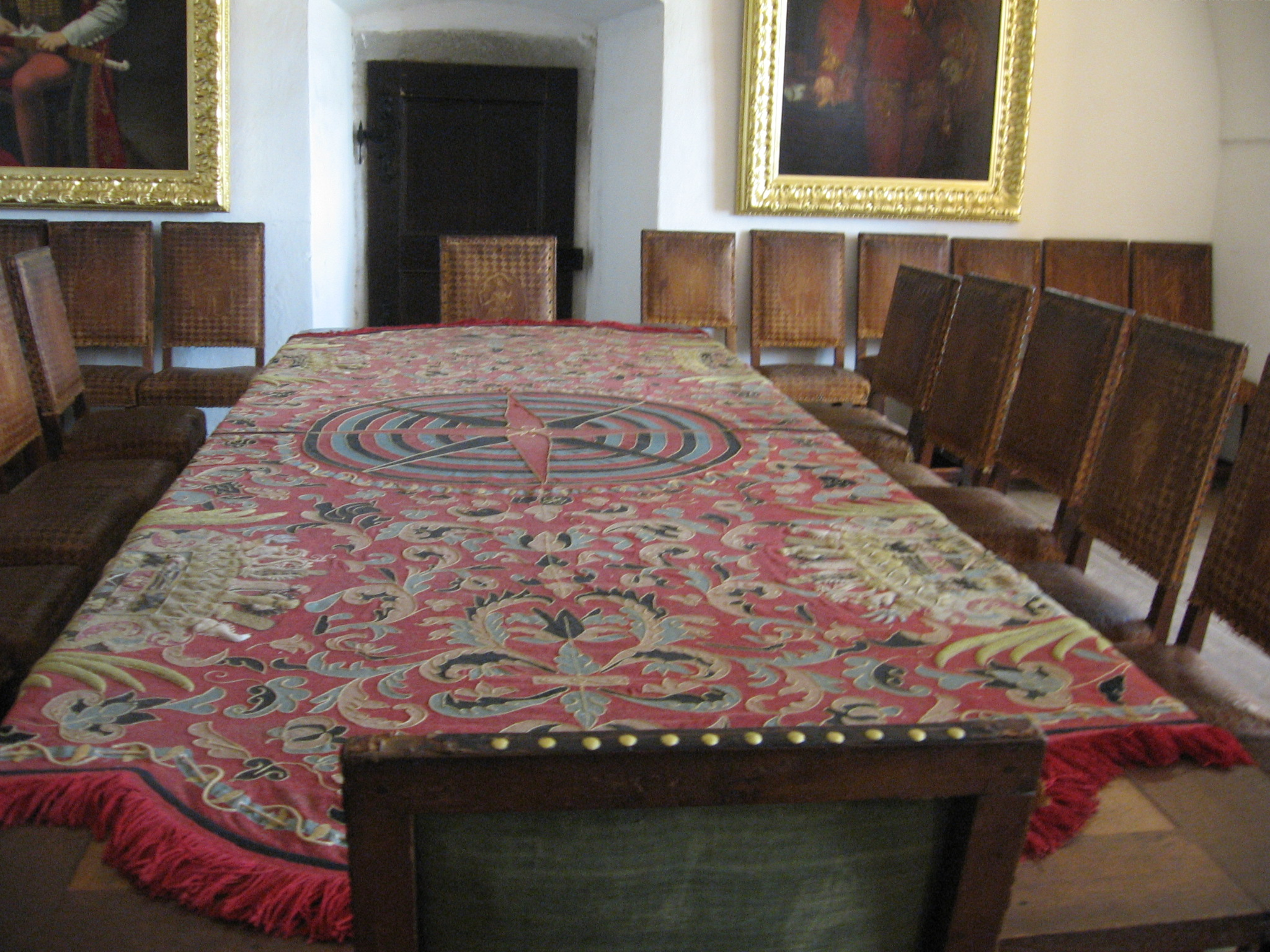
Interiér

Specializovaná stálá hradní expozice prezentuje fortifikační stavitelství od 13. do 18. století, základní informace o hradu a jeho majitelích. Expozice je rozmístěna ve třech částech hradu, v nejstarší části (jádru hradu) je expozice věnovaná dávné minulosti - pravěku východní části Gemeru, vzácným exponátům románské a gotické doby (bojová výzbroj a výstroj), rukodělná činnost na hradě a v jeho okolí. Mučírnu dokumentují dochované unikátní nástroje používané k donucování vyslýchaných. Nachází se zde též velká sbírka středověkých zbraní: bodné, sečné, řezné, bicí a víceúčelové (halapartny, kopí, palcáty, meče), sbírka střelných zbraní (hradních pušek, pistolí a historických děl) a sbírka zbraní orientálního původu.